# Alexander Dennis
Ne doit pas être confondu avec Dennis Alexander.
Alexander Dennis Ltd est une entreprise écossaise fondée en 2004. Elle fabrique uniquement des autobus et des autocars équipés de moteurs thermiques (diesel et gaz naturel), hybrides et électriques.
L'origine de la société remonte à 1895 date de création de Dennis Brothers par les frères John Cawsey & Herbert Raymond Dennis qui a connu, au fil du temps, de multiples péripéties. En mai 2019, Alexander Dennis a été racheté par NFI Group Inc., la holding qui regroupe les sociétés Alexander Dennis, ARBOC Specialty Vehicles, Carfair Composites, MCI, New Flyer, NFI Parts et Plaxton, un des principaux groupes indépendants mondiaux constructeur d'autobus. Alexander Dennis est le plus important constructeur mondial d'autobus à impériale.
Comme très souvent au Royaume-Uni, les entreprises comme Dennis ne sont pas des constructeurs d'autobus complets comme on peut l'entendre. En effet, ils sont plutôt des assembleurs qui utilisent soit leur propre châssis soit des châssis de "vrais" constructeurs, des moteurs et des carrosseries selon le choix du client.
Alexander Dennis Ltd a livré 4.371 autocars et autobus en 2020.

## Historique de la société

1re voiture Dennis de 1902

Selon le site de la société Dennis :

### Années 1890
- 1895 - les frères John Cawsey Dennis & Herbert Raymond Dennis créent la société Dennis Brothers à Guildford, dans le Surrey pour fabriquer les vélos Speed King[2]. Trois ans plus tard et sentant l'avènement du transport autonome, ils lancent leur propre tricycle à moteur De Dion et en 1899 leur première voiture, un véhicule à quatre roues équipé d'un moteur De Dion pouvant atteindre 16 km/h qui restera au stade de prototype. Ils changent leur raison sociale et adoptent leur nom de famille comme marque.

### Années 1900
- 1901 - construction de la première usine pour la fabrication de voitures dans le centre ville de Guildford. Deux modèles de voitures légères sont proposés, construites sur des châssis tubulaires,
- 1903 - Dennis présente son premier autobus,
- 1907 - Frederick William Plaxton crée son atelier de menuiserie à Scarborough, en Écosse. Il devient un entrepreneur en bâtiment, construisant des bâtiments dans le Yorkshire. Il se diversifie dans les carrosseries pour voitures et juste après la Première Guerre mondiale, en 1918, Plaxton construit son premier char à bancs sur un châssis Ford T. L'entreprise Plaxton se lance dans la fabrication d'autocars entièrement fermés, qui va devenir son activité principale. En 1909, Plaxton exporte ses premiers autobus vers la Russie et la Nouvelle-Zélande,
- 1908 - Dennis présente son premier camion de pompiers,

### Années 1910
- 1913 - arrêt de la production des voitures Dennis, après que les deux frères aient constaté que la concurrence était beaucoup moindre dans le secteur des véhicules industriels[3], la société est cotée en bourse[4],[5],
- 1914 - avec l'entrée en guerre du Royaume-Uni en août, la production est réduite aux seuls camions militaires et aux camions de pompiers,
- 1918 - à la fin de la Première Guerre mondiale, pour relancer son activité, Dennis s'oriente vers les camions municipaux : balayeuses de rues, ramassage d'ordures ménagères, citernes d'eau potable. En 1919, Dennis rachète son fournisseur de moteurs, la société White & Poppe de Coventry,

### Années 1920
- 1924 - la compagnie de transports Alexander crée sa propre marque d'autobus et construit une usine à Falkirk, en Écosse. Une grande partie de la production est vendue au groupe Scottish Motor Traction qui rachète Alexander en 1929,

### Années 1930
- 1930 - la société Western Auto & Truck Body Works est créée à Winnipeg, au Canada,
- 1932 - la société Motor Coach Industries est créé à Winnipeg,
- 1939-45 - pendant la Seconde Guerre mondiale, le ministère de l'Approvisionnement (MoS) a attribué la production d'autobus à Daimler Motor Co. et à Guy Motors et à Dennis celle des camions[3]. Au cours de cette période, Dennis a construit 3.000 camions Max de 6/8 t et 1.500 Pax de 3 t, assemblé 700 chars, 17.000 moteurs pour les péniches du débarquement, 7.000 pompes à incendie, 750.000 bombes et 3.000 chenillettes de transport.

### Années 1940
- 1948 - nationalisation des transports routiers regroupés sous la société British Road Services (BRS). L'opérateur d'État britannique n'a acheté aucun camion à Dennis tandis que les fournisseurs de BRS prospéraient. Cette situation de quasi-monopole a permis à Leyland Motors, AEC et Foden prospérer. Dennis a dû se résoudre à vendre uniquement ses camions légers "Pax" aux entreprises encore autorisées à effectuer leur propre transport sur de courtes distances,

### Années 1950
- 1950 - Dennis présente un nouveau modèle d'autobus, le "Dominant" équipé du premier moteur diesel Rolls-Royce placé horizontalement sous le plancher et d'une transmission semi-automatique.
- 1956 - Dennis obtient la licence de l'autobus à impériale Bristol Lodekka afin de vendre ce véhicule aux sociétés car Bristol ne pouvait vendre ses autobus qu'à des compagnies publiques. Premier autobus à impériale de la marque, il sera commercialisé sous le nom Dennis Loline,

### Années 1960
- 1965 - les compagnies de transport évoluent dans leur choix d'autobus et préfèrent les modèles avec la porte d'accès à l'avant et le moteur à l'arrière. Dennis ne dispose d'aucun modèle de ce type. Face à la chute vertigineuse des commandes, Dennis choisit d'arrêter la fabrication d'autobus et de se concentrer sur les camions,

### Années 1970
- 1970 - après une période difficile où Dennis a dû faire entrer de nouveaux actionnaires pour une augmentation de capital, la société Dennis Motor Holdings est créée,
- 1972 - en mars, la division automobiles de Hestair Engineering rachète Dennis Motors Holdings[6] qui est renommée Dennis Motors[7]. La production de camions standards est arrêtée pour se concentrer sur les camions spéciaux et municipaux,
- 1974 - reprise de la production de camions non spécialisés après une interruption de deux ans[8],
- 1977 - après une pause de onze ans dans la production d'autobus, des nouveaux modèles d'autobus à un et deux étages avec moteur arrière sont annoncés en août. Le premier sera le Dominator à deux étages suivi des Jubilant, Dorchester, Lancet et Falcon. Le 31 décembre, Dennis Motors Ltd est renommé Hestair Dennis Ltd[7],

### Années 1980
- 1980 - en février, John Smith, directeur général de Hestair Dennis, est condamné à la prison à perpétuité à Bagdad pour avoir payé « des sommes énormes pour des accords commerciaux et des informations secrètes »[9],
- 1983 - en février, Hestair Dennis rachète Duple Coachbuilders, un carrossier d'autocars et autobus créé en 1919,
- 1985 - le 10 décembre, Hestair Dennis Ltd est renommé Dennis Specialist Vehicles Ltd et deviendra le 3 février 1986 Hestair Specialist Vehicles Ltd[7],
- 1988 - la demande de minibus dérivés de camionnettes est très forte depuis la déréglementation des services de bus de 1986. Dennis lance le midibus Dart,
- 1989 - en mars, Trinity Holdings rachète au groupe Hestair, Hestair Specialist Vehicles Ltd, renommé Specialist Vehicles Ltd[7], en juillet, la décision est de céder les activités de Duple Coachbuilders. L'outillage et les licences de la série Duple 300 et Duple 425 sont vendus à son rival national Plaxton ainsi que la division Duple Services Ltd.,

### Années 1990
- 1997 - en octobre, Trinity est renommée Dennis Group,
- 1998 - en juillet, Henlys Group fait une offre d'achat de 190 millions de £ivres sterling pour le constructeur de bus et véhicules utilitaires Dennis. Une guerre d'enchères hostile s'ensuit avec le groupe d'ingénierie Mayflower, propriétaire du carrossier de bus écossais Walter Alexander. Volvo a apporté son soutien à l'offre Henlys, portée à 247 millions de £, mais le conseil d'administration de Dennis a finalement accepté l'offre de Mayflower.
- 1999 - Mayflower sépare l'activité camions bennes à ordures ménagères nommée Dennis Eagle et la division camions de pompiers nommée Dennis Fire,

### Années 2000
- 2000 - Mayflower et Henlys Group fusionnent leurs divisions autobus et créent la J-V TransBus International qui regroupe Alexander, Dennis et Plaxton. Les premiers autobus Dennis Trident à deux étages sont exportés aux États-Unis,
- 2002 - le 31 décembre, Specialist Vehicles Ltd est renommé Transbus International Ltd,
- 2004 - très endettée, Mayflower est placée sous administration judiciaire et ses dirigeants accusés d'avoir faussé les comptes de la société pendant les quatre années précédentes[10]. Transbus Plaxton est vendu à ses directeurs avec le soutien d'un groupe de capital-investissement[11],[12], Transbus Alexander et Transbus Dennis sont vendues à un consortium formé des hommes d'affaires écossais David Murray, Brian Souter et Ann Gloag qui adoptent une nouvelle raison sociale Alexander Dennis qui va devenir le premier constructeur britannique d'autobus et d'autocars[13],[14],
- 2007 - rachat de Plaxton[15], début de l'assemblage par un partenaire local, du Dennis Enviro à Zhuhai en Chine,

### Années 2010
- 2019 - en mai, NFI rachète Alexander Dennis Ltd[16],

## Productions anciennes et actuelles

### Camions de pompiers
À partir de 1908, Dennis Brothers a construit des camions de lutte contre l'incendie - les camions de pompiers Dennis Fire qui ont été remarqués grâce à l'utilisation de pompes centrifuge à turbine "Gwynnes" en lieu et place des traditionnelles pompes à piston manuelles. L'entreprise a acquis une excellente réputation au point de satisfaire jusqu'à 50% des véhicules de pompiers du Royaume-Uni, soit une centaine de véhicules annuels. À partir de 1995, alors que la production des autobus augmentait, surtout avec le nouveau midibus Dennis Dart, celles des poids lourds baissait. Après son rachat par Mayflower en 1998, elle est devenue une filiale baptisée Dennis Eagle.
Avec la baisse inexorable des commandes de camions de pompiers, l'entreprise a arrêté la production de ce type de matériels en 2007 avec les modèles Sabre et Dagger,

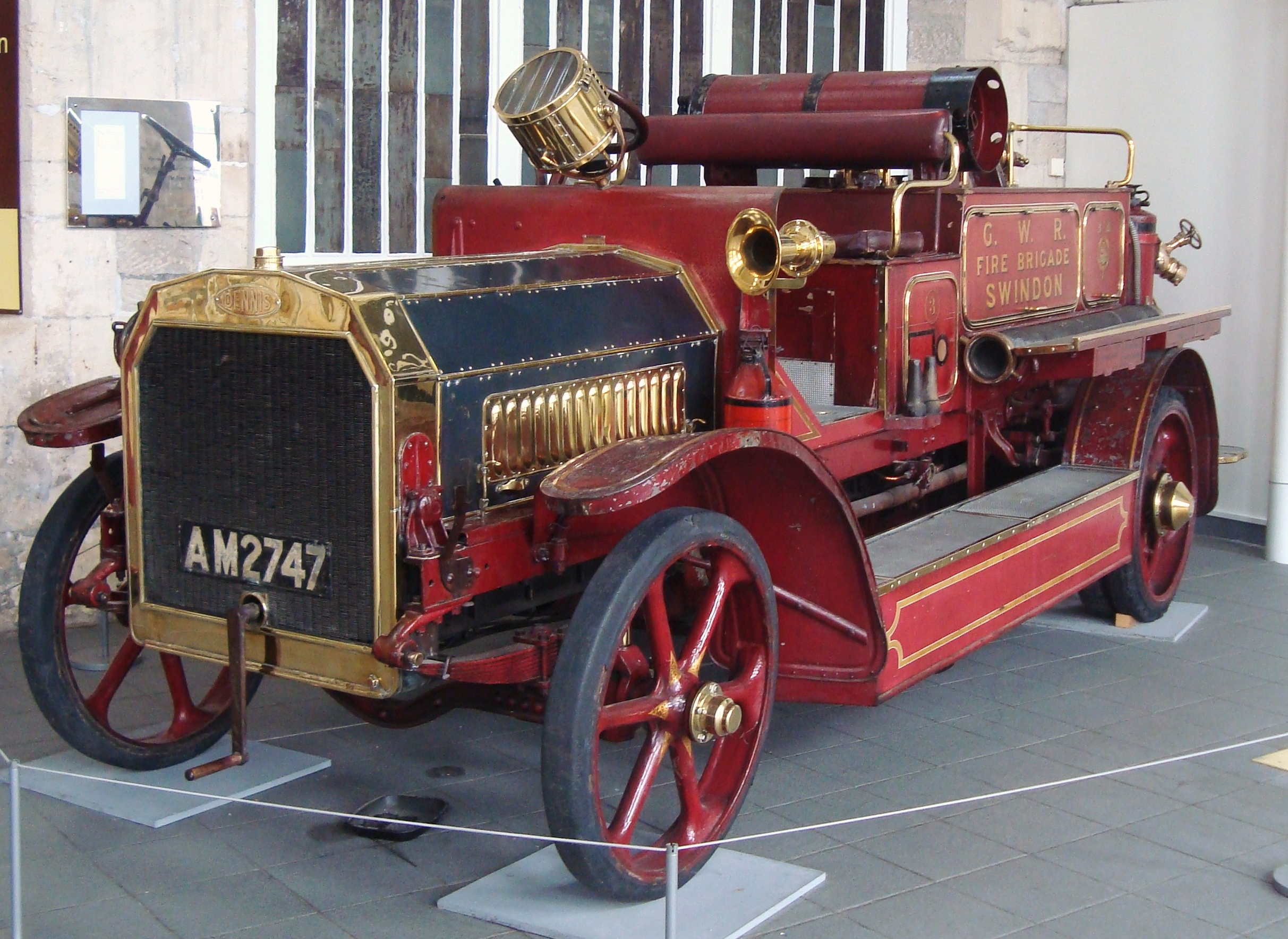
Camion de pompiers Dennis type N conservé au Swindon Steam Railway Museum

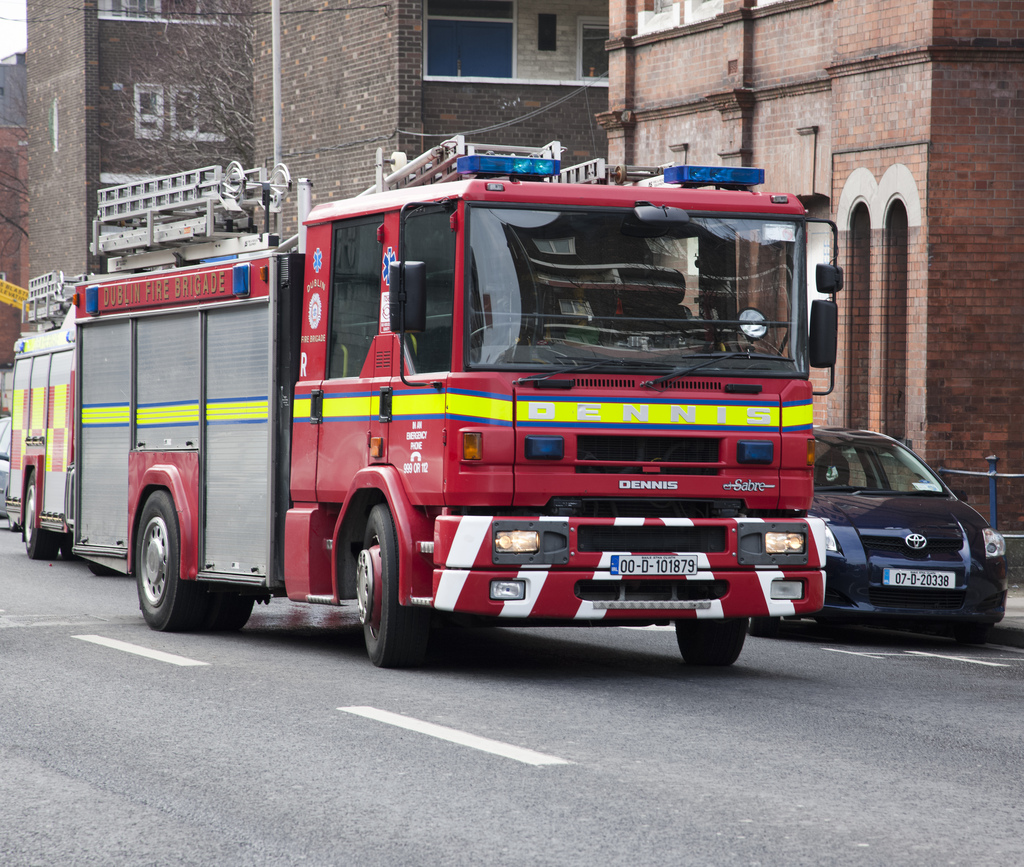
Dennis Sabre (dernier modèle Dennis avec le Dagger)

- Type N - (1905-1920)
- Type G
- Les quatre grands
- Grand Six
- Lumière quatre
- As
- Série F - (1946-1970)
- Delta
- Série D
- Série DS - (1979-1990)
- Série R - (1976-?)
- Série RS/SS - (1978-1990)
- série DF
- Série DFS
- Série TF
- Série TSD
- Rapier - (1991-2000)[20]
- Sabre - (1995-2007)[21]
- Dagger - (1998-2007)[22]

### Autobus et autocars
La division autobus et autocars représente l'activité la plus importante de la société à partir de 1977 et l'unique activité de la société après 2007.

#### Autobus

##### Modèles anciens
- Châssis
  - Dennis Dominator (1977-1996) -  premier châssis d'autobus à impériale à moteur arrière,
  - Dennis Lancet (1981-1991) - châssis à moteur sous le plancher,
  - Dennis Falcon (1981-1993) - châssis pour autobus à 1 étage et à impériale et autocar à moteur arrière,
  - Dennis Domino (1984-1985) - midibus,
  - Dennis Dart (1989-2008) - châssis de midibus à un étage à moteur arrière,
  - Dennis Lance (1991-2000) - châssis d'autobus,
  - Trident 2 (2004-2008)
  - Javelin (1986-2010) - Châssis pour autocar à moteur central,
  - Dennis Séries R
- Carrosseries d'autobus
  - Plaxton Pointer (2001–2007), remplacé par l'Enviro200 Dart
  - Alexander ALX300 (2001-2007), remplacé par l'Enviro300,
  - Alexander ALX400 (2001-2006), remplacé par l'Enviro400,
  - Plaxton President (2001-2005), 'remplacé par l'Enviro400,
- Modèles complets
  - Dennis Dragon ou Condor (1982-1999) - autobus à impériale 3 essieux, conçu pour la compagnie chinoise Kowloon Motor Bus, 1.750 unités,
  - Alexander Dennis Enviro 200/200H (TransBus, 2003–2007)
  - Alexander Dennis Enviro200 Dart (2006–2017). Enviro200H hybrid 2008–2011)
  - TransBus Enviro300 (2001–2004) devenu Alexander Dennis Enviro300 (2004-2015),
  - Alexander Dennis Enviro350H (2010-2013) - autobus urbain hybride électrique,
  - Alexander Dennis Enviro400 (2005–2018) - autobus à impériale,
  - Alexander Dennis Enviro500 (2002–2014)

#### Modèles actuels
- Autobus 1 étage
  - Alexander Dennis Enviro200 MMC (2014–en cours) successeur des Enviro200 & 300,
  - Alexander Dennis Enviro200 MMC (2014–en cours) successeur des Enviro200 & 300,
  - Alexander Dennis Enviro200 XLB (2017–en cours) version à 3 essieux pour la Nouvelle-Zélande,
  - BYD ADL Enviro200 EV ou Alexander Dennis Enviro 200 EV (2015–present) - autobus urbain électrique (batteries)
- Autobus à impériale
  - Alexander Dennis Enviro400 MMC (2014–en cours) - autobus urbain à plancher surbaissé,
  - Alexander Dennis Enviro400 XLB (2019–en cours) version à 3 essieux pour la Nouvelle-Zélande, 129 passagers,
  - Alexander Dennis Enviro400 CNG (2017–en cours) version avec un moteur Scania fonctionnant au gaz naturel,
  - Alexander Dennis Enviro400 SmartHybrid (2019–en cours) version hybride doux 48V,
  - Alexander Dennis Enviro500 MMC (2012–present) - l'autobus à impériale le plus vendu au monde[23].

#### Autocars
- - Plaxton Paramount large série d'autocars de toutes longueurs (midi, normal et long à 3 essieux) toutes hauteurs (bas, normal HD et 2 étages) (1982-1992),
  - Plaxton Cheetah XL minibus (1997-2019),
  - Plaxton Prima autocar de luxe (2008-en cours),
  - Plaxton Elite autocar de luxe (2008-en cours),
  - Plaxton Elite "i" autocar HDS : plancher surélevé, poste de conduite surbaissé (2012-en cours),
  - Plaxton Leopard autocar entrée de gamme (2013-en cours),
  - Plaxton Panorama autocar double-decker (2 étages) à 3 essieux (2018-en cours),
  - Plaxton Panther autocar polyvalent à plancher surélevé (1999-en cours),
  - Plaxton Panther Cub version courte (10,8 m) du Panther (2012-en cours),
  - Plaxton Panther LE autocar à plancher bas, à 3 essieux[24] (2010-en cours).

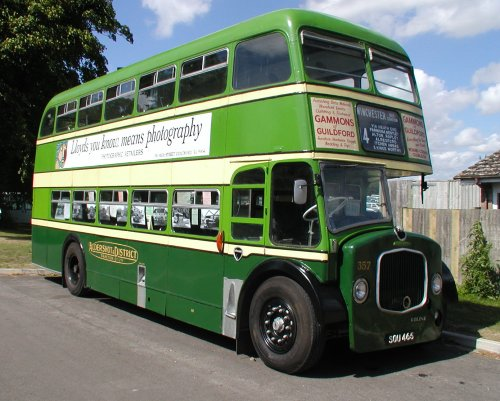
Dennis Loline (1958-66) un Bristol Lodekka construit sous licence
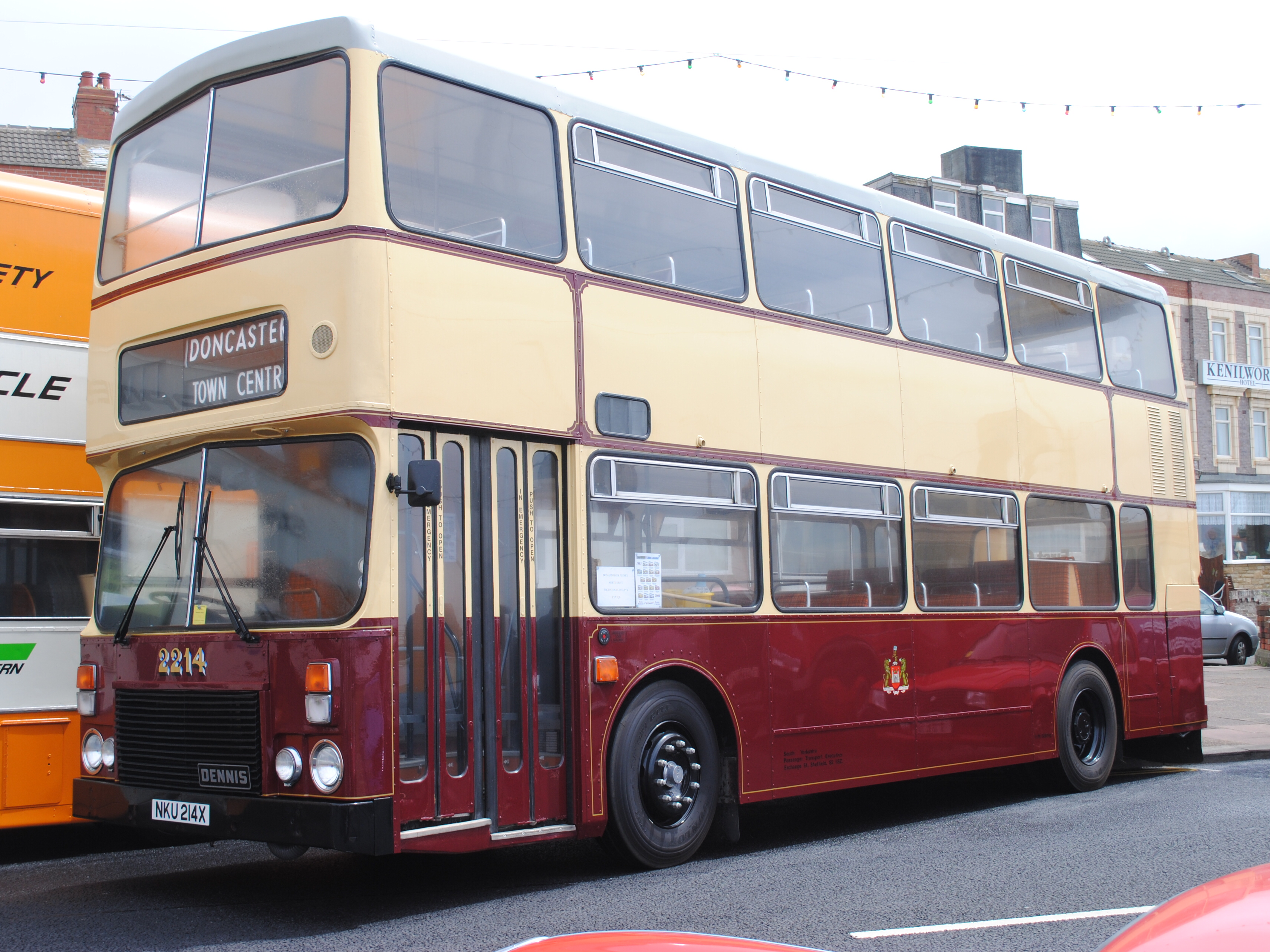
Dennis Dominator (1977-1996)
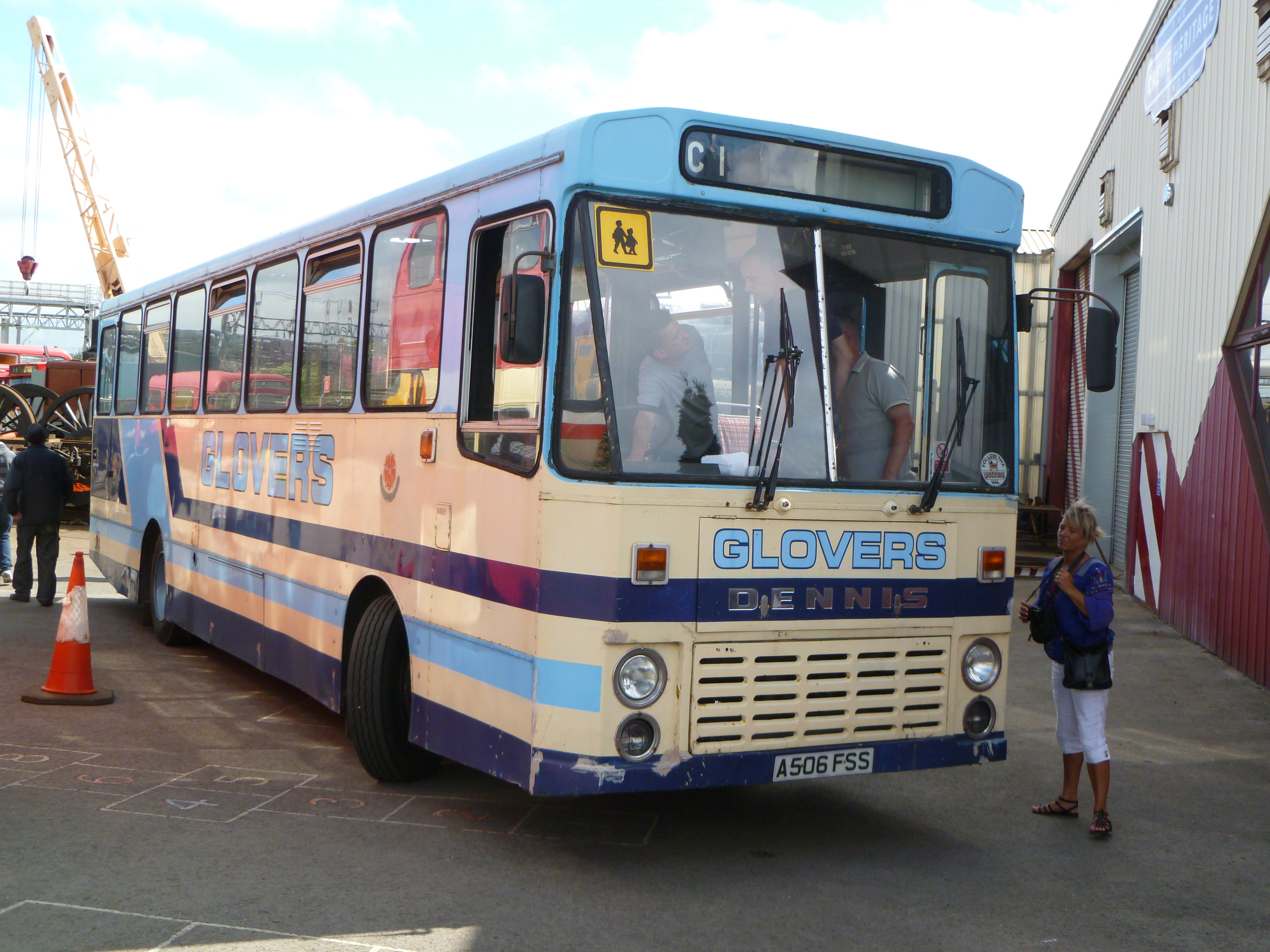
Dennis Lancet (1981-91)
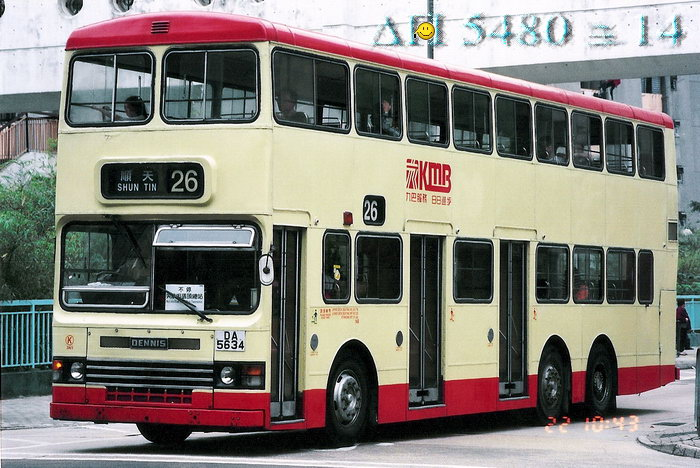
Dennis Dragon à 3 essieux pour Hong Kong (1982-99)
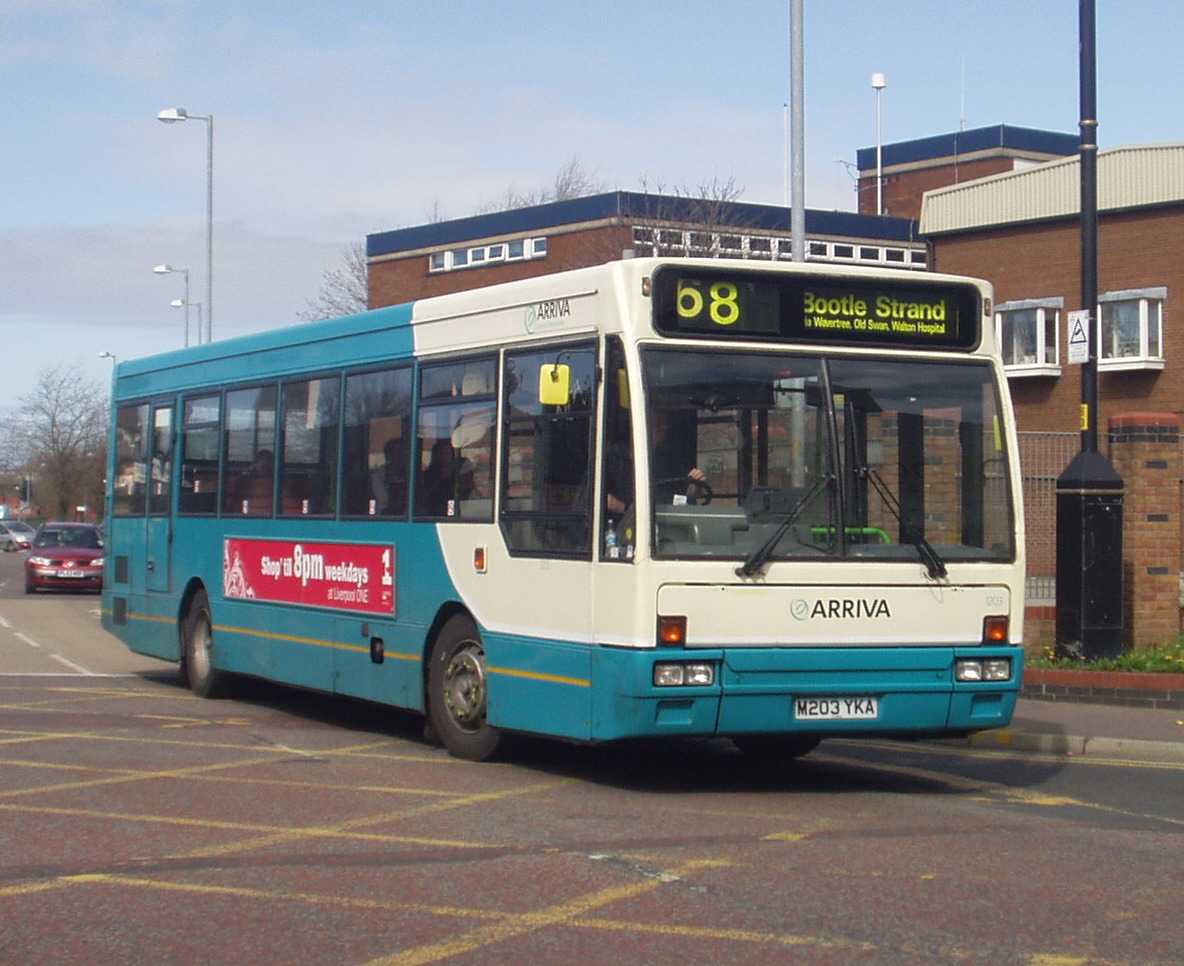
Dennis Lance de la compagnie Arriva (1991-2000)
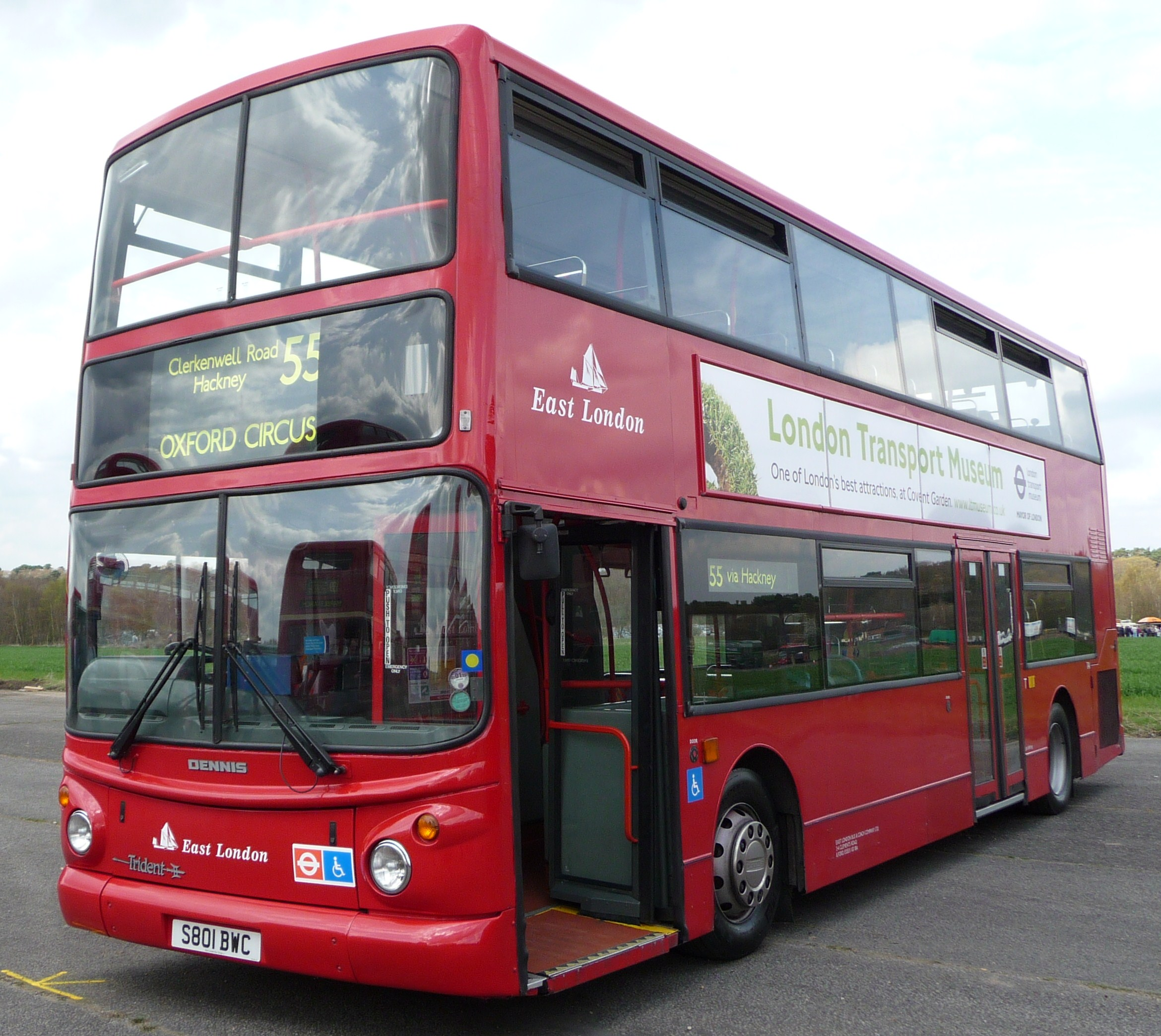
Dennis Trident/Alexander ALX 400 (1997-2006)
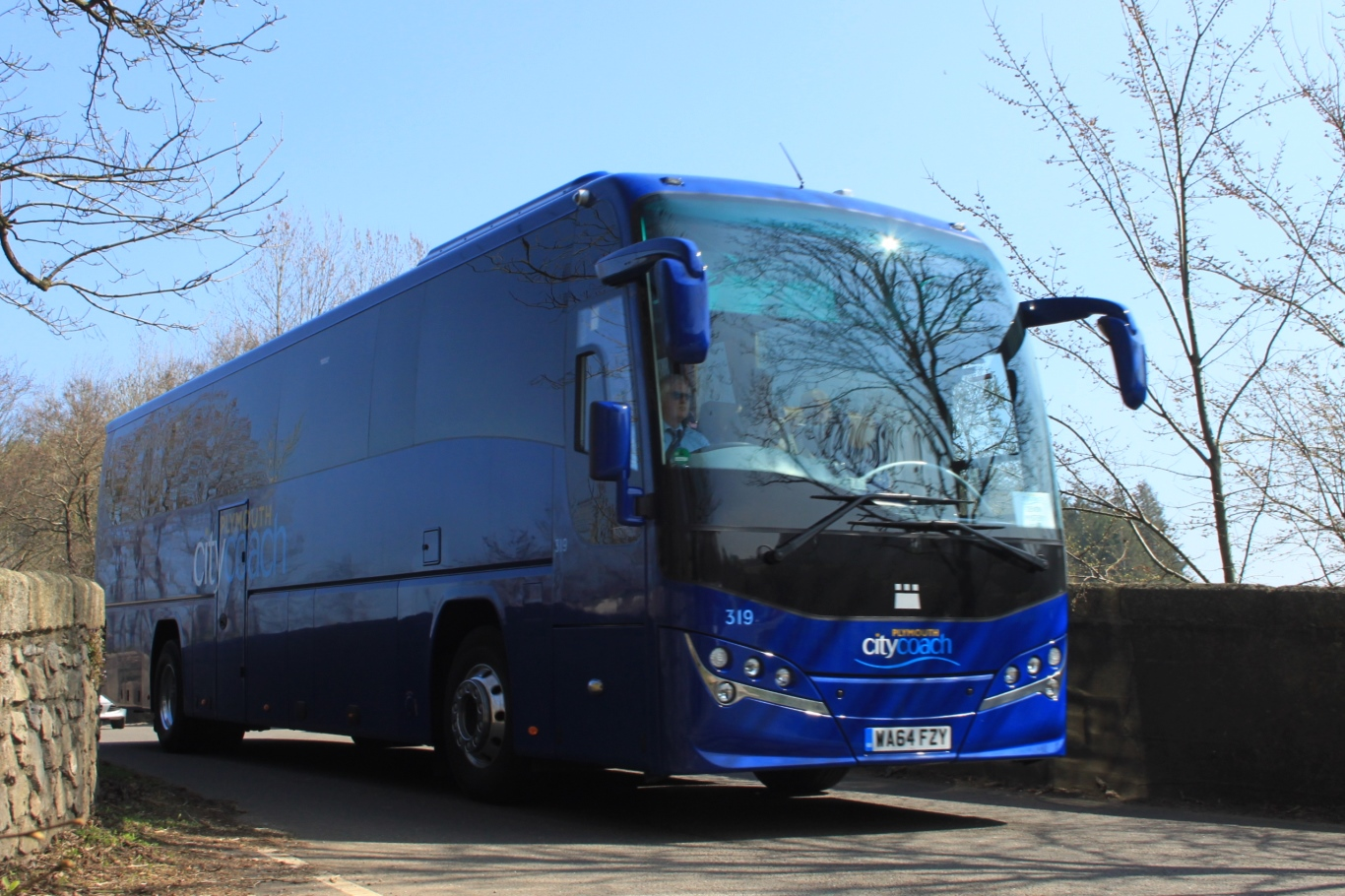
Plaxton Panther (1999-xx)
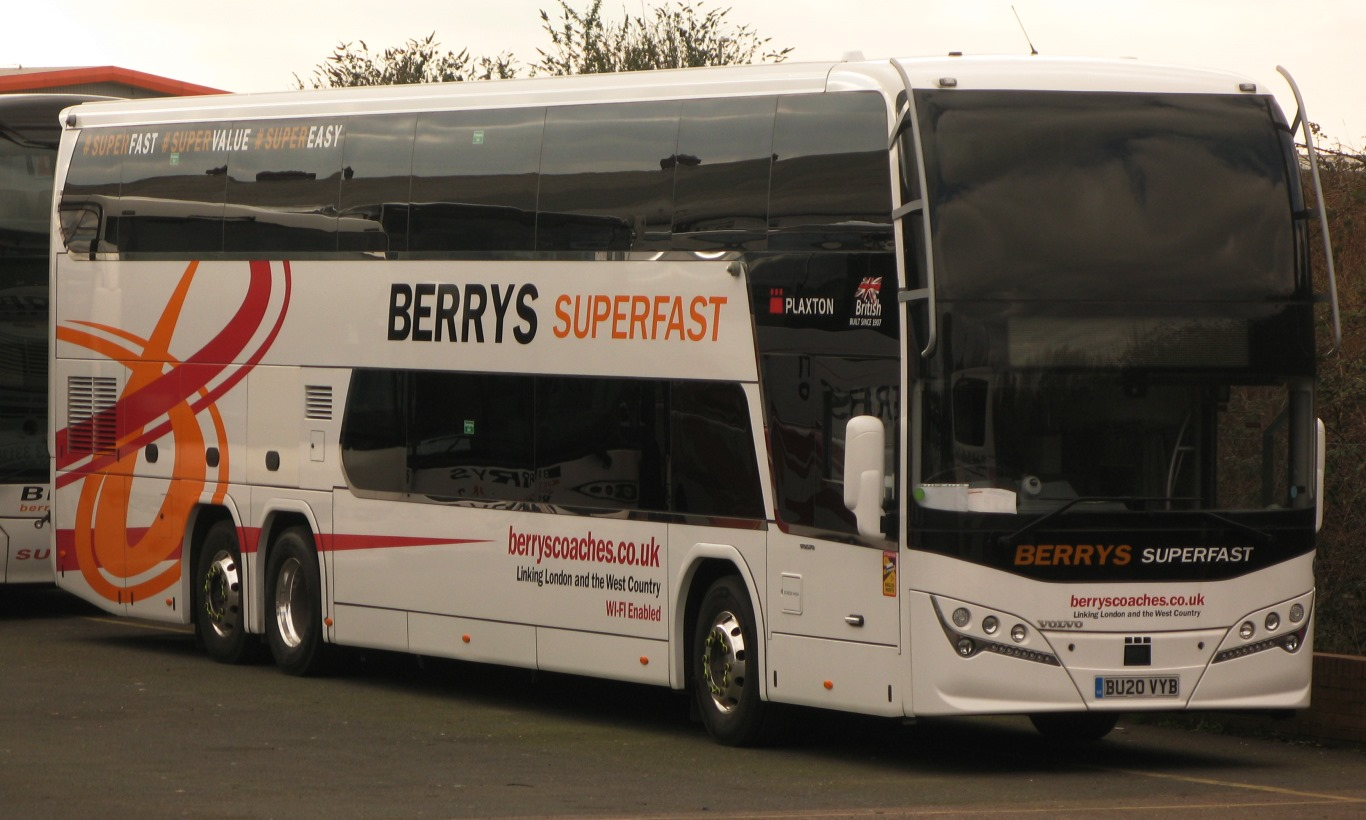
Plaxton Panorama (2018-xx)